# ماستون (ویسکانسین)
ماستون، ویسکانسین  (به انگلیسی: Mauston) شهری در شهرستان جونوا ایالت ویسکانسین است که در سال ۱۸۸۳ بنیان‌گذاری شده‌است. این شهر طبق سرشماری سال ۲۰۱۰ میلادی ۴٬۴۲۳ نفر جمعیت داشته‌است.